# Гвадалупе (Касерес)
Гвадалупе (ісп. Guadalupe) — муніципалітет в Іспанії, у складі автономної спільноти Естремадура, у провінції Касерес. Населення — 2090 осіб (2010).
Муніципалітет розташований на відстані близько 170 км на південний захід від Мадрида, 90 км на схід від Касереса.

## Демографія
Динаміка населення (INE ):

## Галерея зображень

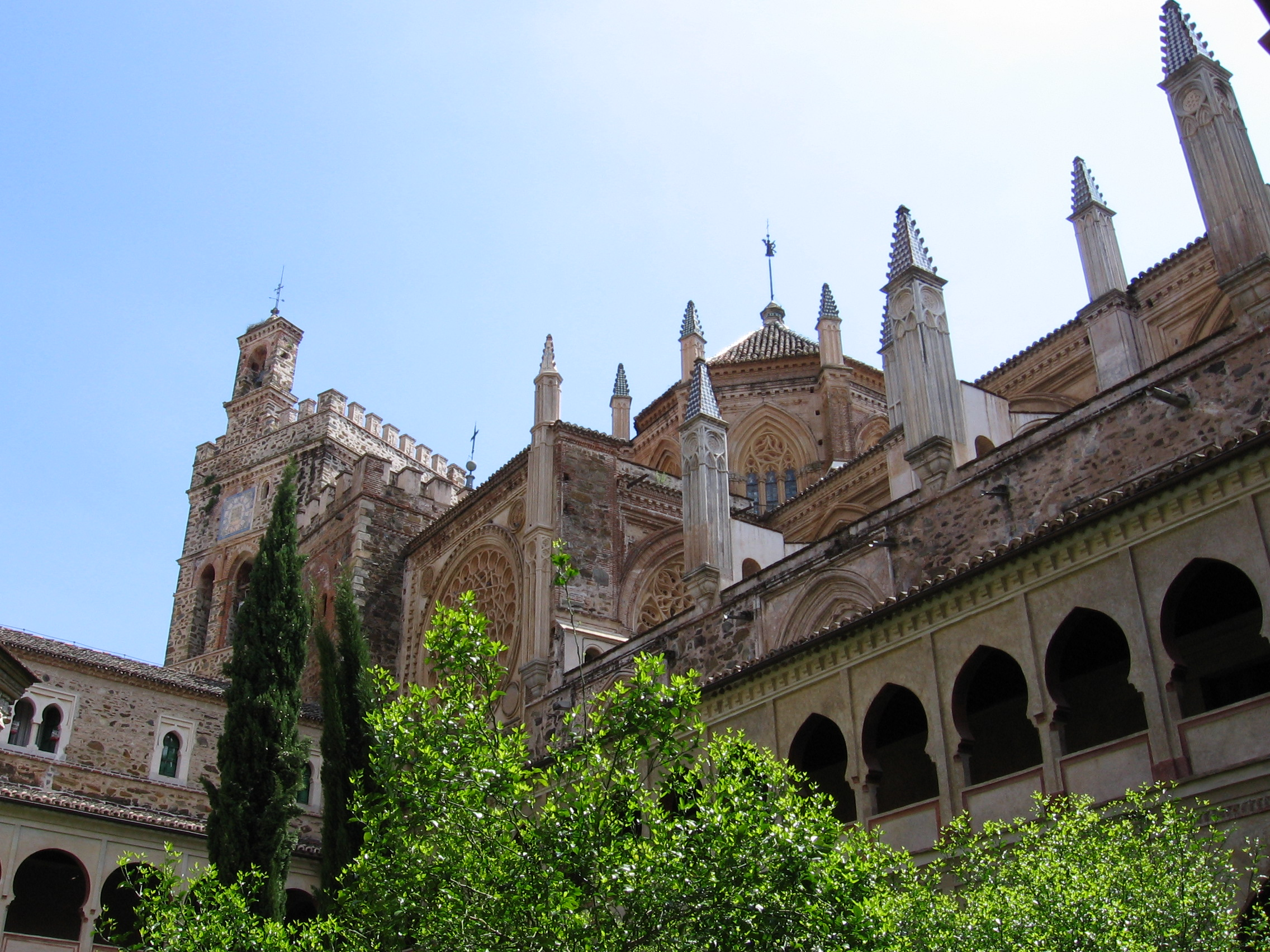
Гуадалупе, монастир у стилі мудехар
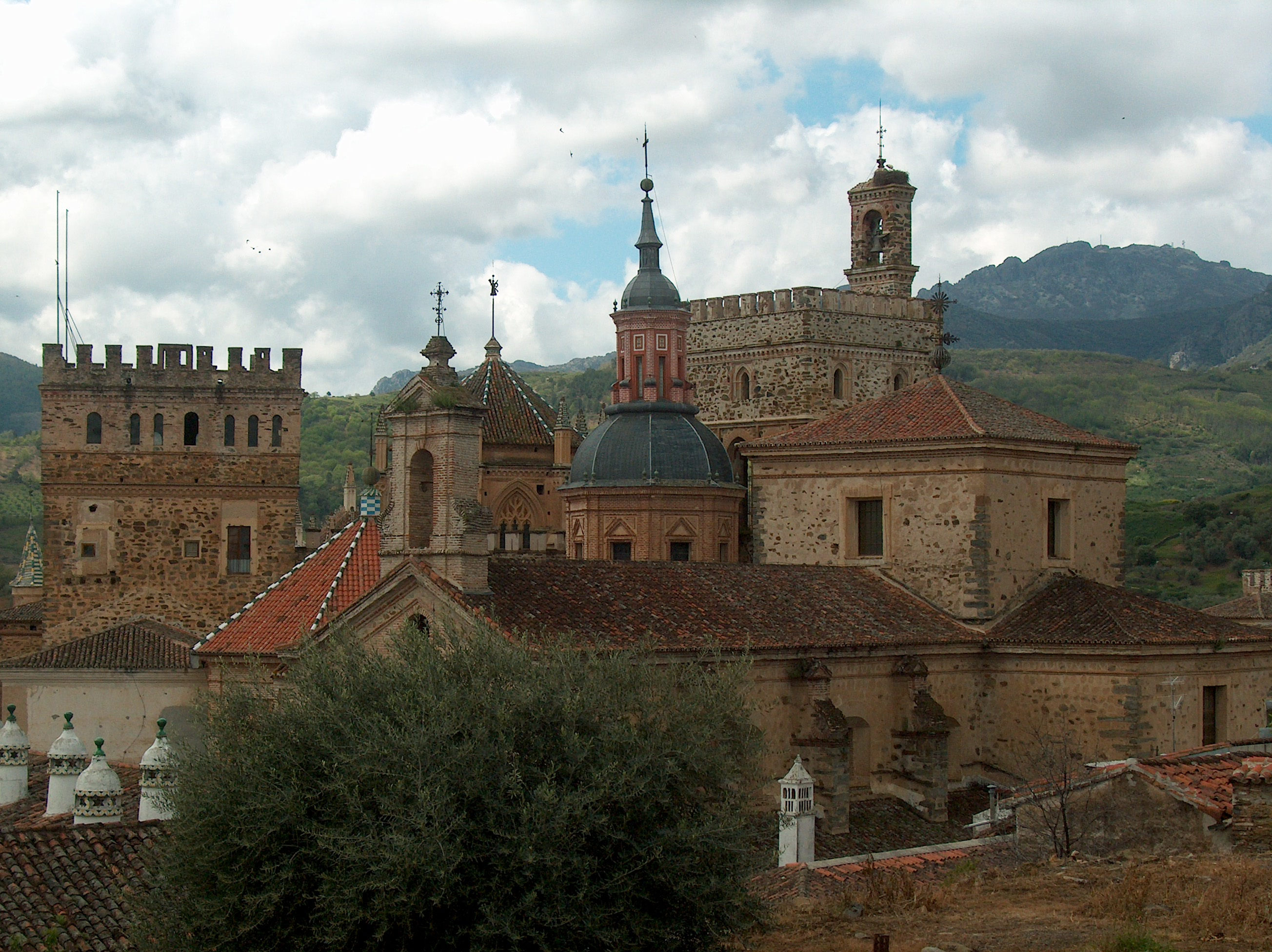
Гуадалупе